# Billy Boys

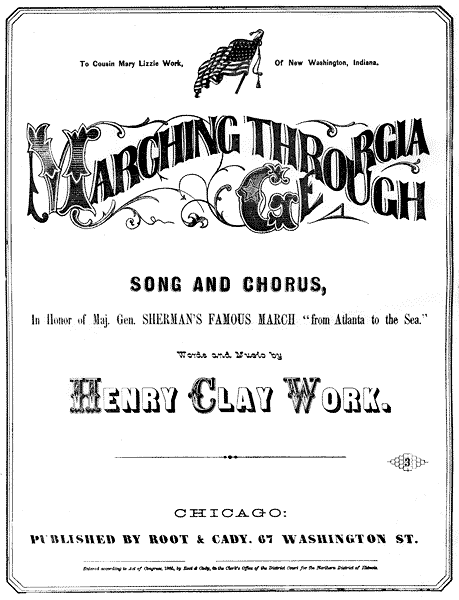
Billy Boys está preparado para la música de Marching Through Georgia.

"Billy Boys", también titulada "The Billy Boys", es una canción lealista de Glasgow, Escocia, cantada al ritmo de "Marching Through Georgia". Se originó en la década de 1920 como la canción característica de una de las bandas de navajas de afeitar de Glasgow dirigida por Billy Fullerton y luego fue visto para reflejar la larga división sectaria en la ciudad. Se asocia en particular con el club de fútbol Rangers F.C.

## Orígenes
Billy Boys se originó en los años 20 como la tonada de firma de los Brigton Boys, también llamados Billy Boys de Brigton Cross, una pandilla callejera protestante en el área de Bridgeton en Glasgow, dirigida por Billy Fullerton. La pandilla a menudo chocaba con pandillas católicas tales como la Norman Conks. Fullerton era un anterior miembro de los Fascistas británicos quien recibió una medalla por romper la huelga durante la Huelga General de 1926 y formó un rama de Glasgow de la Unión Británica de Fascistas con el inicio de Segunda Guerra Mundial. Las raíces geográficas de la canción se relacionan con Bridgeton Cross en Bridgeton, un área de Glasgow históricamente asociada con la población protestante de la ciudad, y con el unionismo escocés. Brigton es la forma escocesa de Bridgeton. La canción de Billy Boys a menudo se cantaba en voz alta cuando la banda la interpretó. La cantaban regularmente cuando marchaban por áreas principalmente católicas de Glasgow en días santos católicos. Esto a menudo llevó a que los Brigton Boys fueran atacados por miembros de Norman Conks como resultado. A pesar de estar principalmente en Glasgow, en la década de 1930, los Brighton Boys fueron invitados a marchar en Belfast y cantaron Billy Boys mientras estaban allí como parte de las celebraciones de la Duodécima.
Los Brigton Boys y su ala juvenil, los Derry Boys, comenzaron a asistir a partidos de fútbol de asociación a fines de la década de 1920 y principios de la década de 1930. Durante este tiempo, asistieron a los partidos de los Rangers y los fanáticos de los Rangers comenzaron a cantar la canción de Billy Boys como parte de una supuesta afiliación con los Brigton Boys..
A pesar de Percy Sillitoe, el jefe de policía de Glasgow, erradicando las pandillas de afeitar en Glasgow y la mayoría de los jóvenes protestantes que se unieron a la Orden de Orange en lugar de las pandillas restantes, los fanáticos de los Rangers continuaron cantando a los Billy Boys en homenaje a Fullerton, ya que aún conservaba una posición destacada entre Protestantes de Glasgow, incluso después de que las pandillas se habían disuelto. La Orden de Orange luego adoptó la canción "Billy Boys" y cambió la letra que se reproduciría en los paseos de Orange, con las referencias a Billy modificadas para referirse al Rey Guillermo III de Inglaterra, Escocia e Irlanda.

## Canción de fútbol

### Rangers

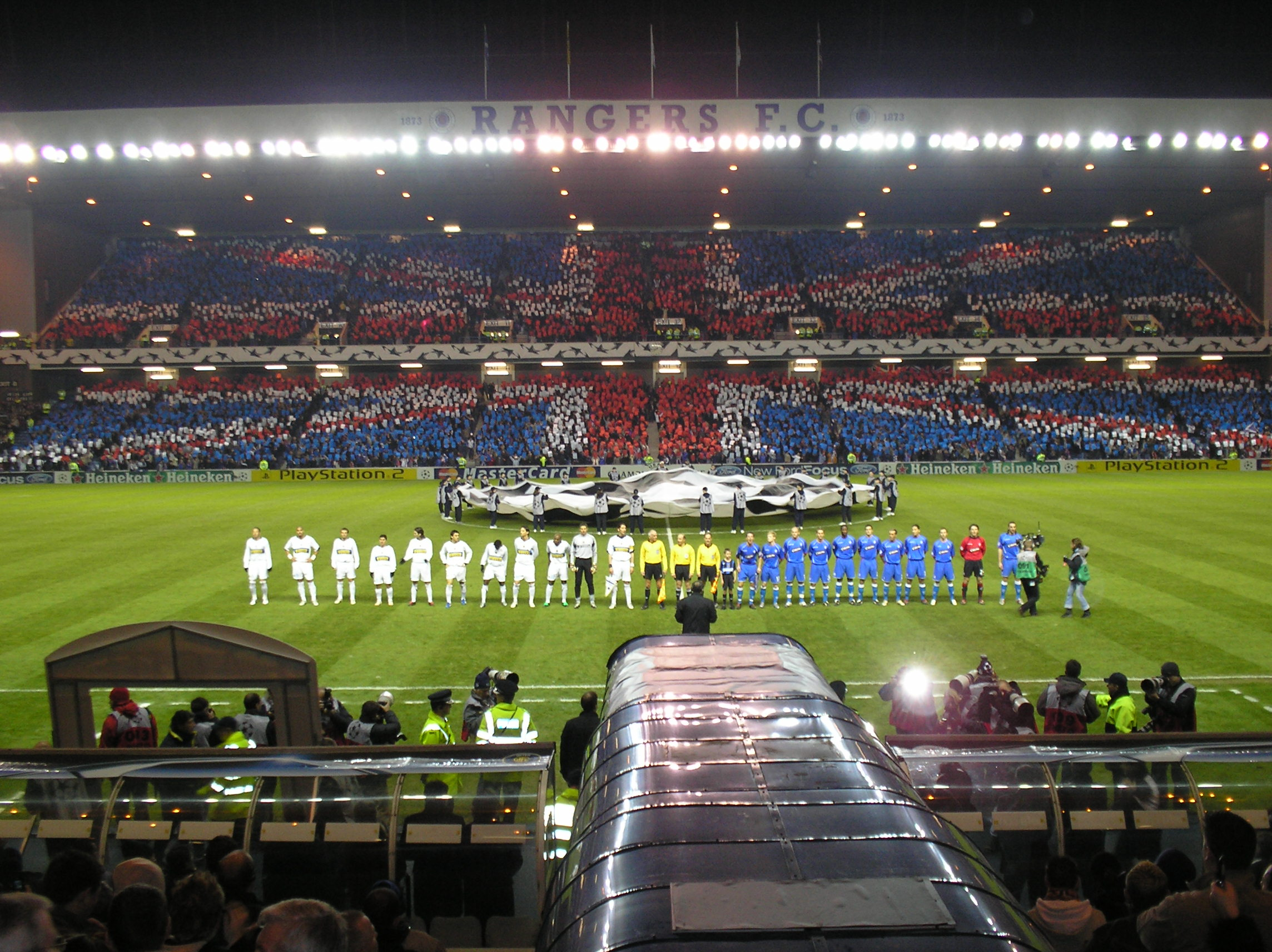
Rangers F.C. Los fanes adoptaron "Billy Boys" como parte de una afiliación percibida con los Brighton Boys.

Incluso después de la muerte de Fullerton, los fanáticos de los Rangers continuaron cantando "Billy Boys" para conmemorar a Fullerton y los Brigton Boys. En años posteriores, se hicieron intentos para retratar la canción como algo contrario al republicanismo irlandés en lugar de católicos. En 1999, el mánager de la selección de fútbol de Escocia Craig Brown fue filmado cantando "Billy Boys" y se enfrentó a las llamadas para renunciar a su cargo a cargo del equipo escocés. Sin embargo, la Asociación Escocesa de Fútbol (SFA) le dio su respaldo.
La canción estaba en el centro de una controversia en torno a los "fanáticos de los noventa minutos", una expresión supuestamente acuñada por el expresidente de los Rangers, Sir David Murray: "Los fanáticos de los noventa minutos no tienen creencias sino que cantan canciones en partidos de fútbol que son sectarios, simplemente para unirse al resto de la multitud". Los Rangers han adoptado varias medidas para abordar este comportamiento, incluidos los intentos de que las canciones más antiguas de los Rangers vuelvan al uso popular, con Murray hablando en contra del canto de los "Billy Boys" en muchas ocasiones. En 2006, los Rangers fueron acusados por la UEFA por canto discriminatorio sobre el canto de "Billy Boys" durante un juego UEFA Champions League contra Villarreal. Los Rangers fueron declarados inocentes debido a que "Billy Boys" fue cantado durante años sin que la SFA o el gobierno escocés intervinieran en su contra y dictaminaron que se toleraba como una canción social e histórica. Sin embargo, después de una apelación en la que fueron advertidos, UEFA ordenó a los Rangers hacer un anuncio público en todos los juegos en casa, prohibiendo el canto de la canción a pesar de que la UEFA admitió que no pudieron hacer nada al respecto porque era un problema social escocés. En 2011, "Billy Boys" "fue incluido en una lista de cantos que habían sido prohibidos en los campos de fútbol escocés como parte de una nueva legislación del gobierno escocés. Fue específicamente prohibido debido a su línea "Hasta las rodillas en la sangre Feniana". Fue prohibido porque fue decidido por el gobierno escocés que "Feniano" en el contexto de la canción significaba "católico" y por lo tanto era sectaria, a pesar de que los fanáticos de los Rangers declararon que significaba republicanos irlandeses o fanáticos de sus rivales Old Firm, Celtic.
A pesar de la prohibición, "Billy Boys" todavía se ha cantado en los partidos de los Rangers, incluyendo su partido contra Queen's Park en Hampden Park A veces se canta sin la línea "Fenian" pero también se ha cantado en su original Otros clubes de fútbol escoceses, entre ellos Heart of Midlothian, Kilmarnock y Dundee United, use versiones de "Billy Boys" adaptadas para apoyar a sus propios clubes.

### Irlanda del Norte
La canción de Billy Boys también se ha utilizado en Irlanda del Norte, que puede haber surgido como resultado de la marcha de los Brigton Boys en Belfast. A menudo es utilizada por los partidarios del club Linfield de Belfast. debido a vínculos históricos con Rangers como "Blues Brothers".
La canción fue cantada en 2013 por seguidores del Selección nacional de fútbol de Irlanda del Norte durante su partido contra Luxemburgo en Stade Josy Barthel en protesta contra el himno del equipo de Irlanda del Norte, God Save the Queen, no se juega en la final de la Copa Irlandesa. En abril de 2014, la Asociación Irlandesa de Fútbol (IFA) introdujo castigos por "cualquier ... canción o canto que sea innegablemente sectario u ofensivo". Linfield informó a sus seguidores que esto incluía todas las variaciones de "Billy Boys", incluida la melodía "Marching Through Georgia". La IFA basó su decisión en el precedente de la decisión de la UEFA con respecto a "Billy Boys" y Rangers en 2006. Los fanáticos expresaron dudas sobre cómo la IFA haría cumplir la prohibición de la canción "Marching Through Georgia" si se usara en una canción que no sea "Billy Boys".

## Letras
Hello, Hello
We are the Billy Boys
Hello, Hello
You'll know us by our noise
We're up to our knees in Fenian blood
Surrender or you'll die
For we are
The Brington Derry Boys

Hola hola
Somos los chicos de Billy
Hola hola
Nos conocerás por nuestro ruido
Estamos hasta las rodillas en sangre feniana
Ríndete o morirás
Porque nosotros somos
Los muchachos de Brigton Derry

Posteriormente se escribió una versión alternativa específica para los Rangers.

Hello, Hello
 We are the Rangers Boys
 Hello, Hello
 You'll know us by our noise
 We'll give anything to see our team
 At Ibrox or away
 For we are
 The Glasgow Rangers Boys

Hola hola
Somos los Rangers Boys
Hola hola
Nos conocerás por nuestro ruido
Daremos cualquier cosa por ver a nuestro equipo.
En Ibrox o lejos
Porque nosotros somos
Los Glasgow Rangers Boys